# Habromys chinanteco
Habromys chinanteco је врста глодара из породице хрчкова (Cricetidae).

## Распрострањење
Врста је присутна у Мексику.

## Станиште
Станиште врсте су шуме.

## Угроженост
Ова врста је крајње угрожена и у великој опасности од изумирања.